# 694
Évszázadok: 6. század – 7. század – 8. század
Évtizedek: 640-es évek – 650-es évek – 660-as évek – 670-es évek – 680-as évek – 690-es évek – 700-as évek – 710-es évek – 720-as évek – 730-as évek – 740-es évek
Évek: 689 – 690 – 691 – 692 –  693 – 694 – 695 – 696 – 697 – 698 – 699

## Események

### Európa
- 16 éves korában meghal IV. Chlodwig frank király. Utóda öccse, III. Childebert, de a tényleges hatalom továbbra is Herstali Pippin majordomus kezében marad.
- Egica vizigót király társuralkodóvá nevezi ki 7 éves fiát, Wittizát. November 9-én megnyitja a 17. toledói zsinatot, ahol elrendelik minden zsidó vagyon elkobzását, a zsidók rabszolgasorba taszítását, és hogy gyerekeiket 7 éves kortól keresztény családnál kell nevelni.
- Ine wessexi király békét köt Wihtred kenti királlyal, miután az utóbbi hajlandó 30 ezer ezüst vérdíjat fizetni Ine öccse, Mul meggyilkolása miatt. Ugyanebben az évben Ine kiadja törvénykönyvét (Ines asetnessa, "Ine törvénye").
- Sæbbi essexi király lemond a trónról és kolostorba vonul (a következő évben meg is hal). Országát két fia, Sigeheard és Swaefred örökli.
- A Friuli Hercegségben Ansfrid megtámadja és elűzi Rodoald herceget, aki Cunipert királyhoz menekül (és valószínűleg hamarosan meghal). Ansfrid herceggé kiáltja ki magát és megtámadja Veronát, de elfogják és a király elé viszik, aki megvakíttatja és száműzi. Friulit Rodoald öccse, Ado kapja.

### Ázsia
- Miután az előző években elhárították a bizánci támadást, az arabok megkezdik az addig közös uralom alatt lévő Örményország megszállását, ahol egy Szümbatiosz nevű patrikiosz fellázad II. Iusztinianosz császár ellen és átáll a muszlimok oldalára.
- Abd al-Malik Omajjád kalifa Irak kormányzójává nevezi ki megbízható hadvezérét, Al-Hadzszsádzs ibn Júszufot.
- Japánban Dzsitó császárnő átköltözteti udvarát Aszukából Fudzsivara-kjóba.
- Meghal Ilteris, a Második Türk Kaganátus vezetője. Utóda öccse, Kapagan.

## Halálozások
- IV. Chlodwig, frank király
- Ilteris, türk kagán
- Rodoald, friuli herceg

## Fordítás
- Ez a szócikk részben vagy egészben  a(z)   694 című angol Wikipédia-szócikk ezen változatának fordításán alapul.  Az eredeti cikk szerkesztőit annak laptörténete sorolja fel. Ez a jelzés csupán a megfogalmazás eredetét és a szerzői jogokat jelzi, nem szolgál a cikkben szereplő információk forrásmegjelöléseként.